# ヒーローインタビュー (映画)
『ヒーローインタビュー』は、1994年9月3日に公開された日本映画。配給は東宝。主演は鈴木保奈美と真田広之。

## 概要
プロ野球記者となったヒロインと、落ちぶれてしまったバツイチの2軍選手との恋を描くドラマ。
フジテレビ制作で、同局が資本参加しているヤクルトスワローズ（現・東京ヤクルトスワローズ）が舞台となっており、同じフジサンケイグループのニッポン放送が当時に資本参加していた横浜ベイスターズ（現・横浜DeNAベイスターズ）も実名で登場する。また、野島伸司や大多亮など1980年代から数多くのトレンディドラマを手がけたスタッフが携わっている。

## キャスト
- 沢木霞：鈴木保奈美
東京経済新聞記者で不本意に経済部からスポーツ部への異動となり、取材先で控え選手に甘んじる轟と出会う。
- 轟仁太：真田広之
ヤクルトスワローズの選手（背番号6）、かつてはタイトルを獲得するほどであったが頭部への死球をきっかけに成績が低迷してベンチ要員に甘んじている。妻とは離別。
- 梶原監督：武田鉄矢
ヤクルトの監督で、轟の過去の実績を知るも死球への恐怖がある轟の起用を躊躇する。背番号73は当時の野村監督と同じ。
- 星野：いしだ壱成
霞の同僚でスポーツ部の野球担当、取材に同行する。
- 轟球子：安達祐実
仁太の一人娘で、強気な性格で発破をかけるが父の再びの活躍を望んでいる。
- 水島：江口洋介
横浜ベイスターズの捕手。試合のシーンでも当時、江口のトレードマークであった長髪のまま登場している。背番号は27。
- 後藤：岸谷五朗
横浜ベイスターズの投手。家庭のことを野次られて調子を崩して降板する。背番号11。
- 三浦：武田真治
スポーツ部のJリーグ担当。
- 山本：関根勤
スポーツ部の格闘技担当。
- 高橋：渡嘉敷勝男
スポーツ部の競馬担当。昼から飲酒している。
- 桑田カメラマン：寺脇康文
霞の取材に同行するカメラマン。
- 緒方デスク：山本圭
スポーツ部のデスクで、終盤には部員と轟を外野席から熱心に応援する。
- 橘局長：北村総一朗
- 木村コーチ：石丸謙二郎
- 二軍監督：河原さぶ
- 二軍コーチ：新井康弘
- 選手A：山木正義
- 選手B：苅谷信行
- ネロ：サムエル・ポップ・エニング
- 石井俊雄：鶴見辰吾
経済部のデスクで霞の婚約者。パリ支局への栄転となり、霞が仕事を辞めて一緒に行くことを望む。
- 操縦士：萩原聖人
- 実況アナウンサー:福井謙二
- 解説者：関根潤三
- リポーター：中井美穂

## 背景
- 公開前年のヤクルトスワローズは15年ぶりに日本一となり、野村克也監督や古田敦也などが大いに注目されていた。尚、公開された年はリーグ4位に終わった。
- 制作陣に加えてトレンディドラマで活躍した出演者が多く、前年野島が脚本を書いた『ひとつ屋根の下』がヒットした江口、いしだや『高校教師』（TBS）が話題となった真田と豪華なキャスティングであった。
- 選手役の真田は鍛えられた肉体を上半身裸での素振りシーンや空中を舞うアクション等で披露している。
- 一軍公式戦のシーンは神宮球場にてナイター照明の下で撮影されている。登場するのはヤクルトはホーム用、対戦相手となる横浜はビジター用のユニフォームのみである。

## スタッフ
- 監督：光野道夫
- 製作：村上光一、小田信吾
- プロデューサー：大多亮、小川晋一、増田久雄、佐倉寛二郎
- 脚本：野島伸司、山崎淳也
- 企画：堀口壽一、中村敏夫
- 撮影：矢田行男、笠間公夫
- 音楽：服部隆之、井上鑑
- 音楽プロデューサー：リアルキャスト
- 主題歌：CHAGE&ASKA「HEART」（ポニーキャニオン）
  - オープニングテーマ:CHAGE&ASKA「NATURAL」（ポニーキャニオン）
  - 挿入歌:CHAGE&ASKA「PRIDE」（ポニーキャニオン）
- 美術：金田克美
- 編集：川島章正
- フジテレビジョン・ホリプロ提携作品
- 製作協力：プルミエ・インターナショナル